# Odlum Brown Vancouver Open 2007
L'Odlum Brown Vancouver Open 2007 è stato un torneo di tennis facente parte della categoria ATP Challenger Series nell'ambito dell'ATP Challenger Series 2007. Il torneo si è giocato a Vancouver in Canada dal 30 luglio al 5 agosto 2007 su campi in cemento.

## Vincitori

### Singolare
Frédéric Niemeyer ha battuto in finale  Sam Querrey con il punteggio di 4–6, 6–4, 6–3.

### Doppio
Rik De Voest /  Ashley Fisher hanno battuto in finale  Alex Kuznetsov /  Donald Young con il punteggio di 6–1, 6–2.